# Sehlem, Hildesheim
Sehlem là một thị xã ở huyện Hildesheim trong bang Niedersachsen, Đức. Đô thị Sehlem, Hildesheim có diện tích 12,77 km², dân số thời điểm ngày 31 tháng 12 năm 2006 là 993 người.